# Pattrice jones
pattrice jones (Baltimore, 1961) és una escriptora, professora i activista estatunidenca coneguda especialment per tractar-se de la cofundadora del VINE Sanctuary a Springfield (Vermont), un santuari d'animals dirigit per persones del col·lectiu LGBTI. jones s'emmarca ideològicament en l'ecofeminisme, tot i que és partidària de la interseccionalitat. D'una altra banda, s'estima més d'escriure el seu nom en minúscules tothora.

## Activisme
jones ha advocat com a activista pels canvis socials d'ençà dels 70. A 15 anys, va deixar de menjar carn, però també va sortir de l'armari com a lesbiana. Més tard va esdevenir vegana, perquè sentia que les vaques i les gallines eren explotades sexualment per tal d'obtenir-ne llet i ous.
L'any 2000, jones i la seva parella Miriam Jones van fundar l'Eastern Shore Sanctuary al camp a Maryland. El santuari va ser reubicat a Vermont el 2009, i reanomenat VINE Sanctuary per l'acrònim de "Veganism Is the Next Evolution" (en català, el veganisme és la pròxima evolució).
Vora el 2002, jones va ser assignada com a principal organitzadora de la Global Hunger Alliance (GHA), una xarxa internacional de múltiples entitats activistes coordinada en vista del 2002 World Food Summit. La GHA va fer xarxa amb 90 altres organitzacions "de suport" d'arreu del món, incloses People for the Ethical Treatment of Animals, Physicians Committee for Responsible Medicine i Uncaged Campaigns.
El 2012, jones es va implicar en una batalla per les vides d'en Bill i en Lou, dos bous a la Green Mountain College a Poultney (Vermont). Després que un dels bous, en Lou, fos ferit, el centre va decidir de sacrificar-los tots dos i servir-los al menjador com a part de l'àpat. Tant estudiants com activistes pels drets dels animals van protestar-hi, i jones va oferir d'acollir el bou al VINE Sanctuary. Al capdavall, la universitat va eutanasiar en Lou. La controvèrsia va generar titulars a escala nacional. jones en va escriure al seu llibre The Oxen at the Intersection.

## Interseccionalitat
jones escriu i fa xerrades sobre els drets dels animals d'una perspectiva interseccional, això és, connecta l'especisme amb el racisme, el masclisme, l'homofòbia i la transfòbia.

## Publicacions seleccionades
- pattrice le-muire jones The Animals' Agenda, 21, 5, 2001, pàg. 36–37.
- Best, Steven. «Mothers with Monkeywrenches: Feminist Imperatives and the ALF». A: Terrorists or Freedom Fighters?: Reflections on the Liberation of Animals.  Lantern Books, 1 juny 2004, p. 137–156. ISBN 978-1590560549.
- jones, pattrice. «Of Brides and Bridges: Linking Feminist, Queer, and Animal Liberation Movements». Satya, 01-06-2005.
- Steven Best. «Stomping with the elephants: Feminist principles for radical solidarity». A: Igniting a Revolution: Voices in Defense of the Earth.  AK Press, 1 abril 2006, p. 319–334. ISBN 978-1904859567.
- jones, pattrice. Aftershock: Confronting Trauma in a Violent World: A Guide for Activists and Their Allies.  Lantern Books, 1 març 2007. ISBN 978-1590561034. Arxivat 5 de setembre 2020 a Wayback Machine.
- A. Breeze Harper. «Liberation as Connection and the Decolonization of Desire». A: Sistah Vegan: Black Female Vegans Speak on Food, Identity, Health and Society.  Lantern Books, 1 març 2009, p. 187–201. ISBN 978-1590561454.
- Randall Amster. «Free as a bird: natural anarchism in action». A: Contemporary Anarchist Studies: An Introductory Anthology of Anarchy in the Academy.  Routledge, 14 març 2009, p. 236–246. ISBN 978-0415474023.
- jones, pattrice Feminism and Psychology, 20, 3, 2010, pàg. 365–380. DOI: 10.1177/0959353510368120.
- Kemmerer, Lisa. «Fighting Cocks: Ecofeminism Versus Sexualized Violence». A: Sister Species: Women, Animals, and Social Justice.  University of Illinois Press, 23 maig 2011, p. 45–56. ISBN 978-0252078118.
- jones, pattrice. The Oxen at the Intersection: A Collision.  Lantern Books, 1 maig 2014. ISBN 978-1590564622. Arxivat 7 de juny 2023 a Wayback Machine.
- Carol J. Adams. «Eros and the Mechanisms of Eco-Defense». A: Ecofeminism: Feminist Intersections with Other Animals and the Earth.  Bloomsbury Academic, 31 juliol 2014, p. 91–108. ISBN 978-1628928037.